# 정진수
정진수(鄭震洙, 1968년 3월 16일 ~ )는 대한민국의 코미디언이다.

## 학력
- 중앙대학교 연극영화학과 졸업

## 생애
1988년 MBC개그콘테스트로 데뷔하다가 1998년 MBC 
9기 공채 개그맨으로 데뷔했다.

## 방송
- 일요일 일요일 밤에 (MBC)
- 청춘행진곡 (MBC)
- 논리 쏙! 재미 쏙! (MBC)
- 뽀뽀뽀 (MBC)
- 테마게임 (MBC)
- 행복 가득 실속 정보 (MBC)
- 해피실버 고향은 지금 (MBC)
- 그린실버 고향이 좋다 (MBC)
- 긴급구조119 (KBS 2TV)
- TV 유치원 하나 둘 셋 토요특집 (KBS 1TV)
- 생방송 오늘 (KBS 2TV)
- 순풍산부인과 (SBS)
- 주말특급 정진수, 강남영입니다 (TBS FM)
- 정진수, 강남영의 웃으며 갑시다 (TBS FM)
- 한마음 노래자랑 (tbs TV)

### 드라마
- 2012년 SBS 《부탁해요 캡틴》 - 사채업자 역

## 근황
현재 제주특별자치도 구좌읍 세화리로 귀농하여 농업에 종사하고 있다.
주 생산품목은 미니밤호박, 감귤 등